# Clássica Córsega
A Clássica Córsega, é uma competição de  ciclismo francesa. Criada em 2015, disputa-se nos arredores de Córsega. Esta corrida faz parte desde sua criação do UCI Europe Tour, em categoria 1.1.

## Palmarés
| Ano  | Vencedor      | Segundo        | Terceiro      |
| ---- | ------------- | -------------- | ------------- |
| 2015 | Thomas Boudat | Shane Archbold | Daniele Ratto |

## Palmarés por países
| País   | Vitórias |
| ------ | -------- |
| França | 1        |